# Убинас
Убинас је активни стратовулкан у области Мокуегуа у јужном Перуу, око 60 km (37 mi) источно од града Арекуипа. Део централне вулканске зоне Анда, диже се на 5,672 метра надморске висине. Врх вулкана пресечен је калдером широком 1,4 километра и дубоком 150 метара, која сама садржи мањи кратер. Испод врха Убинас има облик купе који се усправља према горе са истакнутим зарезом на јужној страни. Благо спуштени доњи део вулкана је такође познат као Убинас I, а стрми горњи део као Убинас II; они представљају различите фазе у геолошкој историји вулкана.
Најактивнији вулкан у Перуу, Убинас има историју од малих до умерених експлозивних ерупција, као и неколико већих ерупција, као што је 1667, заједно са сталним расплињавањем и емисијом пепела. Активност вулкана почела је у Плеистоценској епохи и довела до пораста тренутне планине у две фазе. Међу недавним ерупцијама био је догађај 2006–2007, Који је створио стубове ерупције и довео до пада пепела у региону, што је резултирало здравственим проблемима и евакуацијама. Током најновије активности, од 2013. до 2017, у кратеру се формирао ток лаве, а даљњи падови пепела довели су до поновних евакуација околних места. Убинас надгледа перуанска геолошка служба ИНГЕММЕТ, која је објавила мапу опасности од вулкана за Убинас и редовне извештаје о вулканским активностима.

## Име и митологија
Историчар и географ Мариано Фелипе Паз Солдан повезује име Убинас на два термина на два различита језика. У аутохтоном језику Куецхуа, уина значи „напунити" или „напунити", а уина се преводи као „да расте" или „да расте". У Аимари, хупи значи „плакати" или „мрмљати"; хупина је генитив хупија. Локални становници су веровали да су Убинас преплавили демони и душе људи који су пали од Бога. Вулкан је такође познат као Увиллас или Увинас.

## Географија и структура
Убинас лежи у округу Убинас у провинцији Генерал Санцхез Церро, регије Мокуегуа Перуа, 60 km (37 mi) источно од Арекуипе, у перуанској западној Кордилери.
Као и други перуански вулкани, Убинас припада централној вулканској зони Анда. Централна вулканска зона један је од четири вулканска појаса у Андима; остале су Северна вулканска зона, Јужна вулканска зона и Аустрална вулканска зона. Централна вулканска зона дуга је 1.500 km (930 mi), а 69 њених вулкана било је активно у холоценској епохи.
Перуански вулкани укључују стратовулкане, који су обично активни мање од 500 000 година, дуговечне гроздове купова лаве, и моногенетска вулканска поља. Историјске ерупције забележене су на седам перуанских вулкана: Ел Мисти, Хуаинапутина, Сабанцаиа, Тицсани, Тутупаца, Убинас и Иуцамане. вулкани Ампато, Цасири, Цхацхани, Цоропуна и Сара Сара су успавани.
Достижући висину од 5.672 m (18.609 ft), Убинас је коничан, скраћени стратовулкан са горњим нагибима који досежу углове до 45 степени, и пажљивије се нагињу доњим бокови. Нежније спуштени доњи део вулкана је такође познат као Убинас I, а стрми горњи део као Убинас II. Јужни бок пресечен је уочљивим зарезом, који вероватно није отвор за ерупцију и можда је формиран одводњавањем и клизиштима. Због временских прилика, горњи сектор вулкана има изтрошен изглед. Глацијалне долине као што су долине Убинас и Пара, као и циркуси и моране до 4.000 m (13.000 ft) и у подножју вулкана, указују на то да су се ледењаци развијали на Убинасу током последњег глацијални максимум. Све друге вулканске чешље у региону показују јаку ерозу од глацијације.
Вулкан се уздиже 1,4 km (0,87 mi) са кружне површине 65 km2 (25 sq mi) на маргини високе висоравни. Вулкански пепео и неки токови лаве прекривају терен северно и источно од Убинаса. Четири куполе лаве извиру око вулкана и могу бити повезане са њим. Долине Убина и Пара граниче са вулканом у његовом југоисточном сектору; разлика у висини између дна долине Убинаса и висоравни је око 2 km (1,2 mi). Укупна запремина планине процењује се на око 56 km3 (13 cu mi).
Врх вулкана је елиптична калдера широка 1,4 километра и дубока 150 метара, настала колапсом врха и експлозивним ерупцијама. Зидови калдера изграђени су од токова лаве који носе трагове хидротермалне измене; Под калдере прекривен је протоком лаве и пирокластичним остацима од експлозивних ерупција. Садржи један или два конуса пепела с кратером у облику троугла у ширини 400 метара и дубине 300 метара, а зидови су ломљени и хидротермално измењени. Геофизичка истраживања показала су присуство још веће закопане калдере у Убинасу.
Рушевина лавине на југоисточном боку досегла је удаљеност од 10 km (6,2 mi) од вулкана и оставила ожиљак колапса који исушује река Волцанмаио. Овај колапс се догодио рано у историји вулкана и уклонио је обим од око 2,8 km3 (0,67 cu mi) стене са планине и испод подрума. Даљњи колапси дешавали су се током историје вулкана и у холоценску епоху, укључујући један колапс од 1 km3 (0,24 cu mi) који је оставио мочварно лежиште на јужном боку. Нагибни терен на којем је изграђен Убинас предиспонира планину клизиштима усмереним на југ; будући колапси у том правцу су могући, с јако преломљеним јужним бочним дијелом калдера, који су посебно у опасности.

### Хидрологија и људска географија
1970-их ефемерно језеро кратера појавило се у кратеру након влажних сезона; још једно језеро настало 2016. године након што је дно кратера прекривено непрекидним ерупцијама непрепусним материјалом. Кисели извори јављају се у кратеру, а њихова вода може кородирати силицијум након неколико сати излагања. Језеро Писцоцоцха налази се на западном подножју вулкана, а током децембра - априла прими отопљену воду са својих обронака, док река Пара и река Сацуаиа теку поред источних и јужних падина. Остале реке на обронцима Убинаса су Куебрада Инфиернилло на југоистоку, Волцанмаио Ривер на јужном и Куебрада Постцоне на југозападном боку. Река Сацуаиа постаје река Убинас и након ушћа у Пара завршава у реци Тамбо која се на крају улива у Тихи океан; Долина реке Убинас је густо насељена.
Убинас се налази у националном резервату Салинас и Агуада Бланца у Перуу, који је основан 1979. Град Убинас и села Куерапи, Тонохаиа, Убинас и Висцацхани леже југоисточно, јужно, југоисточно и северозападно од вулкана, а друга села у околини укључују Анасцапу, Есцацха, Хуарина, Хуатахуа, Сацуаиа, Сан Мигуел и Тонохаиа. Укупно око 5.000 људи живи унутар 12 km (7,5 mi) од вулкана, док је Куерапи удаљен само 4 km (2,5 mi) од Убинаса и самим тим најближим градом. Пољопривреда и сточарство најважније су економске активности у овим градовима, а пољопривреда превладава на нижим висинама. Акумулације и рудни пројекти постоје иу ширем региону. Асфалтирани путеви воде дуж северног и југо-југозападног подножја Убинаса, који спаја градове у близини вулкана са Арекуипом и омогућава приступ вулкану преко његовог западног бока.

## Геологија
На западној обали Јужне Америке плоча Назца подвлачи се испод Јужноамеричке плоче брзином од 7–9 центиметара годишње (2,8–3,5 годишње) у перујско-чиленском рову. Овај процес субдукције одговоран је за настанак Анда и планоте Алтиплано-Пуна у току последњих 25 милиона година, као и за вулканизам и земљотресе. Магма ерупција вулкана формирана је делимичним топљењем плашта након што су течности порекле на спуштеној плочи измениле плашт; магме се често подвргавају фракцијској кристализацији и апсорбују материјал из крута.
Јужни Перу је био захваћен вулканском активношћу још од ордовицијског и пермско-јурског периода, а вулканизам везан за субдукцију постао је важан од Креде па надаље. Почев од 91 милион година, у јужном Перуу било је активно неколико вулканских лукова: од лука Токуепала 91 - ц. Пре 45 милиона година над градом Андахуаилас-Анта. Пре 45–30 милиона година, Хуаилиллас пре 24–10 милиона година, два Барросова лука пре 10–1 милиона година, до последњег лука у последњих милион година. Пребацивање између вулканских лукова праћено је сменама североистока или југозапада према зони главне вулканске активности. Поред тога, у региону је било мало олакшања пре око 45 милиона година када је започео велики успон.

### Локално подешавање
Убинас, Тицсани и Хуаинапутина формирају групу вулкана који се протежу у правцу север-југ северно од ланца вулкана који чине остатак централне вулканске зоне. Ови вулкани су еруптирали стене са сличним геохемијским особинама и налазе се око гребена који је заузимао Рио Тамбо; граничне грешке овог гребена су места вулканских отвора и вероватно су деловале као магме. Чини се да магме које су еруптирала сва три вулкана потичу из заједничке коморе магме на дубини од 20–35 километара (12–22 ми), а сеизмичка активност локализована по ивицама коморе. Поред овог дубоког резервоара, Убинас такође има плитку магму комору на дубини од 4–7 километара (2,5–4,3 миље). Подземна магматска веза између Убинаса и Хуаинапутине постулирао је већ Антонио Вазкуез де Еспиноса након ерупције другог вулкана 1600, што је била највећа историјска ерупција у Андама и имала је огроман утицај, укључујући проузроковање хладна лета на северној хемисфери.
Подрум Убинаса састоји се од вулканских и седиментних стена. Седиментне стене укључују Јурски Чоколат Формацију, Сокосанијеве формације и Иура групу. Најстарије вулканске стене Маталачког вулкана датирају у касну креду и обрезују се источно и југоисточно од Убинаса, далеко од вулкана. Већина вулкана у близини Убинас су млађа, група еоцена до олигоцена Таказа и ограничена миоценско-плиоценска група Барросо, која директно лежи у планини Убинас. Чак и старије стене из подрума укључују палеопротерозојске плутоне и седиментну Иура групу из доба јуре до креде. Депресија, чија је граница пресечена ожиљцима од клизишта, урезала се у подрум југоисточно од Убинаса и садржи долину Убинаса. Раседи пресечени преко вулкана и стварају нестабилна подручја, посебно у њеном јужном сектору, и ННВ-ССЕ трендови геолошких линија утицали су на стабилност и хидротермални систем Убинаса.

### Састав
Андезит и дацит су доминантне компоненте вулкана, мада његове стене имају композиције у распону од базалтног андезита до риолита. Вулканске стене формирају калцијум-алкални пакет богата калијумом. Асимилација материјала из земље и фракциона кристализација укључени су у генезу овог магматског комплета.
Састав лаве се мењао током времена, дацити су били заступљени углавном током фазе Убинас II, док су у фази I већином добили андезите. Постоји тренд да новији вулкански догађаји производе више разноликих стена од раних ерупција вероватно због промене режима снабдевања магмом; након 25.000–14.700 година понуда магме повећала се и постала нередовнија. Иначе, стопа испоруке магме у Убинасу износи око 0,18–0,13 кубних километара по миленијуму (0,043–0,031 цу ми / ка), са просечном стопом од 0,15 кубних километара по миленијуму (0,036 цу ми / ка).

## Еруптивна историја
Убинас се почео развијати у средњој и касној плеистоценској епохи. Најстарији вулкани пре Убинаса искачу северно и јужно од вулкана и укључују вулкане Пархуане Гранде и Пархуане Цхицо директно на север. Вулканска активност започела је након промене регионалне тектонике, која је можда покренула формирање комора магме. Вулкан се развио у две фазе, Убинас I и Убинас II: Убинас I представљен је токовима лаве у подножју вулкана и крхотинама и наслагима игнимбрита на југу и југоистоку Убинаса, и формира 600-метарски висок (2.000 фт) штит. Касније је на њеној јужној страни пресекла лавина одломка која се вероватно догодила пре више од 376.000 година. Последња активност Убинаса I створила је више од четири јединице пирокластичних токова, укупне запремине око 1,8 km3 (0,43 cu mi) и вероватно старе калдера пре 261 000 ± 10 000 година.
Убинас II је стрмији и уздиже се 900 m (3.000 ft) изнад оклопа Убинаса I. Састоји се углавном од токова лаве дебљине 20–40 метара, али и неколико купола лаве са пратећим токовима блокаде и пепела, који су се формирали између 261.000 ± 10.000 и 142.000 ± 30.000 година. Недостатак новијих вулканских издатака сугерише раздобље мировања које је трајало до прије 25 000-1400 година током којих се на вулкану одвијала ледењака.
Поновно активирана вулканска активност започела је пре 25.000 до 14.700 година и довела до укидања токова пепела, слојева печи и тефре из фреатомагматичних и експлозивних ерупција, са депозитима дебљине у распону од 2–4 метра (6 фт 7 ин 13 фт 1 ин) на многим местима. Укупна запремина сваког лежишта од ерупције креће се од 1–2 кубна километра (0,24–0,48 цу ми) и они искачу до 35 km (22 mi) од Убинаса. Вероватно је да се калдера на врху формирала током овог временског периода, пре 9.700 година.
Током последњих 7.500 година, вулканску активност карактерисали су углавном разне врсте експлозивних ерупција. Ове ерупције су сваки пут избациле мање од 0,1 km3 (0,024 cu mi) материјала и оставиле раширена лежишта пепела, вулканских блокова и лапила. Ерупција Плинија догодила се пре 980 ± 60 година БП-а и протјерала 2,8 km3 (0,67 cu mi) махуне и тефре, што је формирало лежиште с пет засебних слојева махуне, пепела и лапила.
Више ерупција идентификованих тефрохронологијом догодило се пре 7.480 ± 40, 11.280 ± 70, 11.480 ± 220 и 14.690 ± 200 година, што је довело до скоре и пирокластичних токова. Разне експлозивне ерупције Убинаса депоновале су материјал чак 15 km (9,3 mi) од вулкана. У то време су се догодила и клизишта, укључујући колапс од 1 km3 (0,24 cu mi) пре више од 3,670 ± 60 година.

### Историјски
Убинас је најактивнији вулкан у Перуу; мале експлозивне ерупције догађале су се од 16. века, са просечном стопом једне ерупције сваких двадесет до тридесет три године. Догађаји су забележени из 1550, 1599, 1600, 1662, 1667, 1677, 1778, 1784, 1826, 1830, 1862, 1865, 1867, 1869, 1906, 1907, 1912, 1923, 1936, 1937, 1951, 1956, 1969, 1996, 2006–2009, 2013–2016, 2016–2017 и 2019. Већина тих ерупција састојала се од емисије пепела и гаса, понекад праћених експлозијама, док су интензивнији догађаји, попут 1667. године, такође произвели падове шкорије и пирокластичне токове. Ерупција 1667. године била је највећа у историјском времену, стварајући око 0,1 кубни километар скорије и достижући индекс вулканске експлозивности од 3. Ове ерупције оштетиле су заједнице око вулкана и повремено изазивале епидемије и смртне случајеве људи и стоке услед гутања пепела.
Поред редовних ерупција, постоје фумаролично-сеизмички догађаји, као што су 1995. и 1996. када су сумпор-диоксид и водена пара, испуштани на температурама до 440 °C (824 °F), формирали облаке који су се уздизали више од једног километра ( 0,62 миље изнад кратера. Убинас упорно избацује дим, а забиљежени су лахари који су оштетили поља, наводњавачке канале и стазе, као што су 2016. лахари изазвани догађајима падавина почетком 2016. који су мобилизирали пепео који је пао током претходних година. Ови лахари су уништили локалне залихе воде и оставили четврти Маталакуе и Убинас привремено изоловане.

### Ерупција 2006-2007
Прва епизода ерупцијске секвенце 2006–2007. Укључивала је избацивање великих вулканских бомби великом брзином и емисију малих количина пепела. Колоне за гас и пепео су емитиране у периоду од априла до октобра 2006. године и достизале су висину од око 3–4 километра (1,9–2,5 ми). Вулканско индуковано топљење снега који је пао на самиту током лета 2006–2007. Изазвало је блато током јануара 2007. који се спуштао у долину реке Убинас. Вулканска активност - отплињавање и вулканске ерупције - смањила се до краја 2009. године. Ова ерупција је вероватно била потакнута уласком свеже магме у водоводни систем магме и последичном интеракцијом узлазних магма са хидротермалним системом Убинаса.
Упркос својим подацима о активностима, Убинас је био углавном неограничен пре догађаја 2006. године: становници тог подручја углавном нису били свесни вулканских опасности и нису били доступни планови за ванредне ситуације за будуће ерупције. „Научни комитет“ је основан 30. марта 2006. године за решавање ових питања. Регион од око 100 km2 (39 sq mi) погођен је ефектима ерупције. Пад пепела услед ерупције проузроковао је здравствене проблеме и пореметио пашњаке и пољопривреду у региону око вулкана, што је за последицу имало штету од око 1.000.000 УСД и лет локалних становника у Арекуипу и Мокуегуа. Село Куерапи на јужном боку привремено је евакуисано на локацију са склоништима даље на југу, а два склоништа су одређена у подручјима ниског ризика око вулкана, једно у Анасцапи, а друго у Цхаццхаген, 1,5 километара (0,93 ми ) далеко од Маталакуеа. Поред тога, ерупцији је била угрожена језера Салинас, важан извор воде у региону.

### Ерупција 2013–2014 и касније епизоде
Нови период ерупције почео је 2. септембра 2013. фразном експлозијом, након чега је уследило више догађаја у наредних неколико дана. Снажна, али променљива сеизмичка активност, посматрање топлотних аномалија у сателитским снимцима и издисај гасова карактерисали су овај период ерупције. Излив лаве почео је у кратеру врха 2014. године и повећао се након земљотреса Икуикуе 2014. године, а кулминирао је експлозивном ерупцијом 19. априла 2014. Вулканска активност је смањена након тога до септембра 2014. Ерупције су биле праћене земљотресима, буком буке с вулкана, падом пепела и снажним избацивањем великих блокова. У светлу вулканске активности, Перу је у августу 2013. године прогласио ванредно стање и евакуисао село Куерапи на Убинасу, чије се становништво вратило током 2016. године; Такође се разматра евакуација града Убинаса.
Након ових догађаја, у 2015–2017. Вулкан је често упорно пуштао пепео и гас праћен земљотресима као и повременим експлозијама и ерупцијским ступовима. На пример, у априлу 2015, активности у Убинасу довеле су до проглашења ванредне ситуације за округе који окружују вулкан, а затим у септембру исте године ерупција је створила ерупцијски ступ од 4 километра висок (2,5 ми) који је створио пад пепела у региону, што доводи до евакуација.
Дана 18. јуна 2019. земљотресна активност се повећала и 24. јуна започела је нова ерупција, када су се ерупцијски стубови уздизали 5 km (3,1 mi) изнад врха врха. Најенергичнија ерупција догодила се 19. јула 2019. са три велике експлозије. Експлозије и емисије пепела покренуле су евакуацију и утицале на разне области региона Пуно и Тацна, као и Боливије.

## Опасности и управљање
Опасности које произилазе из вулканске активности на Убинама углавном су испадање експлозивних ерупција, лахари различитог порекла, велика клизишта која могу створити токове отпада и пирокластичне токове. Мале експлозије су највероватније појаве на Убинасу, док су велике ерупције Плинија знатно мање вероватне. Подручје самог конуса је подручје које највероватније утиче на вулканске појаве, док пирокластични токови и лахари представљају опасност за долине које испуштају Убине у југоисточном смеру, а клизишта су опасна за подручје јужног бока. Град најближи вулкану удаљен је само 4 km (2,5 mi) од Убинаса. Велике ерупције Плинија могу имати ефекте на град Арекуипа.
Перуанска геолошка служба ИНГЕММЕТ надгледа сеизмичке активности, било какве деформације планине, врели извор и састав гаса на Убинасу. Редовно објављује извештај о активности Убинаса. Мапе опасности настале су током еруптивног догађаја 2006. године да би се приказао релативни ризик на различитим локацијама око вулкана, који је класификован у тро-зонској шеми са једном високоризичном, једном средње ризичном и једном ниско-ризичном зоном. Направљена је мапа непредвиђених случајева која би показала и објаснила поступке које треба следити у случају различитих сценарија ерупције. Обе мапе су широко распрострањене након објављивања како би се помогло у одговору на будуће ерупције.

## Фумаролик и геотермални систем
Фумароле су активне на дну унутрашњег кратера, са око пет засебних фумаролских подручја идентификованих унутар кратера пре ерупције 2006. године. 1997. гасни облак из фумарола испунио је целу калдера током ноћи. Фумаролска активност и отплињавање је ограничено на кратер; нема доказа о таквим издисајима гаса другде на вулкану. Убинас је главни извор вулканског угљен-диоксида и сумпор-диоксида у атмосфери Земље, производећи СО2 брзином од око 11,4 ± 3,9 килограма у секунди (1,510 ± 520 лб / мин). Како се извештава, звук фумарола може се чути из села Убинас.
Фумароле заједно са спонтаним потенцијалом Убинас указују на то да је вулкан домаћин активног хидротермалног система 1–3 километра (0,62–1,86 ми) испод калдере. У околини се налази око 41 извор; од ових два су врела, која се налазе на југоисточним падинама Убинаса и позната су као Убинас Термал и Убинас Фриа. Обе леже на надморској висини од 3.267 метара, воде које извиру из извора имају температуре од 29,1 °C (84,4 °F) и 13,6 °C (56,5 °F). Састав вода у овим извориштима указује да потичу од мешања дубоке слане воде, слатке воде и вулканске течности. Додатни извори повезани са вулканом су Банос де Цура, Екцхаје, Хуарина и Луцца; ови врели извори и други у региону сматрају се делом геотермалне провинције познате као "Убинас", која такође укључује Ел Мисти, и који испоручују велике количине растворених минерала, укључујући арсен, локалним рекама.

## Клима и вегетација
Клима подручја се мења с надморском висином. На врху врха Убинаса влада хладна клима са температурама које често падају испод 0 °C (32 °F); на нижим висинама температура може прећи 18 °C током дана, али ноћни мразеви су и даље могући. Регија је свеукупно сушна, али током летње влажне сезоне киша може узроковати клизишта на нижој надморској висини, а горњи делови вулкана, укључујући калдера, могу добити снежни покривач. Подаци о времену доступни су за град Убинас на надморској висини од 3200 метара: средња температура је 9—11 °C (48—52 °F), а просечна годишња количина падавина око 300–360 милиметара годишње (12– 14 ин / год.) Данашња снежна граница премашује надморску висину од 5.400 метара, али током плеистоценске епохе спустила се на око 4.900 m (16.100 ft).
Вегетација на надморској висини од 3.400–4.200 метара састоји се од травњака, грмља и ниског дрвећа као што су Буддлеја цориацеа, Есцаллониа миртиллоидес, Полилепис бессерии и Рибес брацхиботхрис који формирају вегетацију грмља у долинама. Даље, између 4.200–4.700 метара (13.800–15.400 фт) налази се вегетацијски облик назван пајонал, који се састоји од пузећих биљака, трава и грмља сачињених од високог андског растиња. Мала језера и подручја замршеног тла формирају мочварна подручја звана бофедалес, у којима расту водене биљке и биљке које формирају розете; и бофедале и пајонал такође садрже биљке за јастук. Горњи сектор Убинаса је без вегетације. Животињске врсте су описане углавном у контексту Националног резервата; укључују разне птице и камелије, као што су алпаке, гуанакои, ламе и вицунас.

## Људска употреба
Депозити сумпора у кратеру Убинас сматрани су једним од најважнијих лежишта сумпора у Перуу, а минирани су у 19. веку. Убинас се сматра потенцијалним местом за производњу геотермалне енергије.